# 阿久根裕子
阿久根 裕子（あくね ひろこ、1984年7月30日- ）は、大阪府出身の日本の女優。身長163cm。血液型はO型。
映画デビュー作は2000年の『まぶだち』。2002年の『おぎゃあ』では、2002年ハワイ国際映画祭NETPAC特別賞を受賞。2004年の『ココロとカラダ』ではヌードシーンに挑んだ。

## 主な出演作品

### 映画
- まぶだち（2001年、古厩智之監督）
- おぎゃあ。（2002年、光石冨士朗監督）- 西浜まりぃ 役
- アニムスアニマ（2003年、斉藤玲子監督）- ユリネ 役
- ココロとカラダ（2004年、安藤尋監督）- 主演 三原知美 役
- ホッテントットエプロン - スケッチ（2005年、七里圭監督）- 主演
- 東京小説 乙桜学園祭（2006年、桜井亜美・安達寛高監督）
- +1 プラス ワン（2006年、オムニバス）-「幻影シャッフル」主演
- 桃まつりpresents kiss!／たまゆら (2009、山崎都世子監督)- 主演

### 舞台
- 新転位・21『砂の女-連合赤軍事件ノート-』（2005年6月、中野光座）

### テレビドラマ
- 怪談新耳袋・第5シリーズ（2006年7月、BS-i）- 第88話「小田原提灯」

### CM
- アース製薬「アースレッド」（2006年）
- エースコック「ライスヌードル」（2006年）